# Cineca
Cineca - некомерційний консорціум, що складається з 70 італійських університетів, чотирьох національних дослідницьких центрів та Міністерства університетів і наукових досліджень (MIUR), і був заснований в 1969 році в Казалечічіо ді Ріно , Болонья .
Це потужний центр наукових досліджень в Італії, як зазначено в TOP500 найпотужніших суперкомп'ютерів у світі: Fermi , система суперкомп'ютерів IBM Blue Gene встановлених в червні 2012 року , які у  2015 році займають 23 позицію. Інша система,Marconi Intel Xeon Phi, займає 14 позицію списку на червень 2017 року.
Інституційна місія консорціуму - підтримка італійського наукового співтовариства за допомогою засобів суперкомп'ютерної та наукової візуалізації . З кінця 1980-х років компанія Cineca розширила сферу своєї місії шляхом охоплення інших секторів ІТ, розробки управлінських та адміністративних послуг для університетів та розробки систем ІКТ для обміну інформацією між Міністерством науки та освіти Італії та італійською національною академічною системою. Консорціум також рішуче налаштований на передачу технології багатьом категоріям користувачів, від державного управління до приватних підприємств.
Сьогодні вона об'єднує специфіку та компетенцію двох інших італійських високопродуктивних обчислювальних консорціумів, Cilea і Caspur: як унікальний орієнтир для технологічних інновацій в Італії, з її допомогою Cineca підтримує всю систему вищої освіти та досліджень.
Cineca бере участь у ряді дослідницьких проектів, що фінансуються Європейським Союзом для просування та розвитку ІТ-технологій.

## Діяльність
Діяльність Консорціуму стосується кількох аспектів інформаційно-комунікаційних технологій. Їх можна розділити на два великих сектора, одне - на інституційні організації, а інше, загалом, щодо послуг, пов'язаних із технологічним перекладом.
Cineca розробляє інструменти та технології, спрямовані на вирішення конкретних проблем для університетів та державних дослідницьких агентств. Зокрема, стосовно наукових обчислень для державних та приватних академічних досліджень та управлінських послуг для університетів та Міністерства освіти, університетів та досліджень.
Тим часом, завдяки використанню та розвитку інноваційних технологій та сучасних систем захисту, він постачає передові послуги державному управлінню та бізнесу, аналізуючи їх потреби та пропонуючи конкретні рішення для різних проблем.
Cineca є одним із головних представників Італії в проектах Європейського Союзу, беручи участь у численних заходах, пов'язаних із заохоченням, розробкою та розповсюдженням найсучасніших інформаційних технологій.

## Суперкомп'ютер
З моменту свого створення, Cineca є найбільш важливим центром наукових досліджень в Італії , а також один з найважливіших в світі  .
У вересні 1969 року він встановлений на своєму місці перший суперкомп'ютер в Італії, CDC 6600 , це був найшвидший комп'ютер в світі. Протягом багатьох років, він продовжує здобувати процесори високої потужності, таких як Cray X-MP12 , що в 1985 році дозволяє реалізувати віртуальні лабораторії для побудови математичних моделей , в чотирьох вимірах. Це дозволяє італійським дослідникам вирішити досі не вирішені проблеми. 
У червні 2012 року, з суперкомп'ютером Fermi на основі технології Blue Gene , Cineca досягла сьомої позиції у списку 500 найпотужніших суперкомп'ютерів у світі. У таблиці суперкомп'ютерів ми можемо спостерігати еволюцію всіх обчислювальних систем , з 1969 року Cineca постійно збільшує продуктивність потужності.
Підтримка наукових досліджень та інновацій.
На міжнародному рівні Cineca є основним партнером для перспективних обчислювальних систем в Європі (PRACE), проект спільно фінансуються Європейським Союзом з 2009 року в рамках Сьомої рамкової програми з метою створення європейського сервісу високопродуктивних обчислень (HPC ). PRACE складається з центрів передового досвіду , які надають європейським дослідникам мережу високої продуктивності.
CINECA бере участь у проекті "Мозок людини" (HBP) . Фінансований в Європейській Комісії (1 млрд € в протягом 10 років). HBP прагне досягти до 2023 імітації повного функціонування людського мозку. Cineca сприяє реалізації платформи HPC з одним з чотирьох суперкомп'ютерів , з яких вона складається, з завданням впровадження та управління системою для збереження, управління і обробки великих обсягів даних , які характеризують складність проекту.

## Характеристики системи
| Характеристика | Значення                    |
| -------------- | --------------------------- |
| Виробник       | Lenovo.                     |
| Пам'ять        | 455168 Гб                   |
| Ядра           | 314384                      |
| Interconnect   | Intel Omni-Path             |
| Процесор       | Intel Xeon 7250 68C 1,4 ГГц |
| Потужність     | 1,498.90 kW                 |

## Президенти та директори Cineca
- Тіто Карначіні 1969 - 1976
- Карло Ріццолі 1976 - 1990
- Паоло Бруні 1990 - 1994
- Маріо Рінальді 1994 - 2011
- Еміліо Феррарі 2011 - 2017
- Джованні Емануеле Корацца з 2017 року

- Джузеппе Манніно 1969 - 1975
- Алессандро Альберігі 1975 - 1981
- Ремо Россі 1981 - 1990
- Марко Ланцаріні 1990 - 2015
- Девід Ванноцці з 2016 року

## Учасники
В даний час Cineca складається з:
- Політехнічний університет Барі
- Міланська політехніка
- Політехнічний університет Туріна
- Університет Барі (2003)
- Університет Базиліката (2011)
- Університет Бергамо (2006)
- Болонський університет (1967, член-засновник)
- Університет Брешіа
- Університет Кальярі (2012)
- Університет Калабрії
- Університет Камеріно (2003)
- Університет Кассіно (2008)
- Університет Катанії (1980 р.)
- Університет Д'Аннунсіо Кьєті-Пескара (2007)
- Корецький університет Енні
- Університет Феррари (1980)
- Університет Флоренції
- Університет Генуї (2010)
- Університет Інсубрії (2003)
- Університет Ла-Аквіла (2011 р.)
- Університет Мачерата (1999)
- Університет Мессіни (1999)
- Міланський університет «Бікокка»
- Університет Молізе (2010)
- Університет Неаполя
- Пафенопський університет Неаполя
- Університет Падуї (1967, член-засновник)
- Університет Павії (2003)
- IUSS Павії (2014)
- Університет Перуджі (2008)
- Університет Пізи (2003)
- Університет Реджо-Калабрия
- Римський університет Сапієнца
- Університет Риму III (2011 рік)
- Університет Санніо (2011)
- Університет Сассарі (2010)
- Університет Сієни (1980 р.)
- Університет Тренто (1980)
- Університет Трієста (1980)
- Університет Туріну (2006 р.)
- Університет Удіне (1980 р.)
- Університет Модена та Реджіо Емілія
- Другий Неаполітанський університет
- Університет Парми
- Університет для іноземців Перуджа
- Маркеський політехнічний університет
- Університет Саленто
- Університет Салерно
- Університет Урбіно
- Університет Венеції
- Університет IUAV в Венеції
- Університет Верони
- Національна науково-дослідна рада (CNR)
- Національний інститут океанографії та експериментальної геофізики (ОГС)
- Міністерство університету та досліджень.